# Benoît Bock
 (janvier 2019).
Pour les articles homonymes, voir Bock.
Benoît Bock, né le 15 février 1972 à Châtillon (Hauts-de-Seine), est un agronome et botaniste français. 

## Biographie
Diplômé de l’École nationale supérieure agronomique de Montpellier en 1995, il se spécialise en génie de l’Environnement. Professeur certifié puis agrégé de sciences de la vie - sciences de la Terre et de l'Univers (2011), il enseigne à Dreux en région Centre. Il est l'initiateur et principal auteur de la Base de données nomenclaturale de la flore de France (BDNFF), modernisation et prolongation de l’index synonymique de la flore de France (ISFF) de Michel Kerguélen. Ce travail de mise à jour se poursuit encore et c’est cette base qui a été livrée au Muséum national d’histoire naturelle de Paris comme référentiel national de la flore de France (BDTFX) dans le cadre du projet TaxRef de l’Inventaire national du patrimoine naturel co-porté par l'association Tela Botanica. Il prend  quelques années la présidence de la Commission Scientifique et Technique de Tela Botanica.
Il a recombiné près de 200 taxons de plantes vasculaires. Il reçoit le prix De Coincy 2018 décerné par la Société botanique de France.
Secrétaire de la Société Botanique du Centre-Ouest depuis le 29 mars 2008 et Directeur de Publication de cette même Société depuis 2014.
Président de la Société Botanique du Centre-Ouest à partir de décembre 2025.